# Тканина (представа)
Представа Тканина, коју је написао драматург Хенри Онг, једина је позната драматизација случаја тајландског ропства у фабрици одјеће у Ел Монтију из 1995. године. Први пут изведен 2000. године, продуцирала га је Компанија анђела 2010. године у партнерству са Тајландским центром за развој заједнице у знак сјећања на 15. годишњицу значајног случаја. Године 2015. репризирана је и представљена у театру Пасадена Плејхаус као дио једномјесечне прославе 20. годишњице случаја.

## Инспирација
Дана, 2. августа 1995. године у Ел Монтију, Калифорнија, откривено је 72 држављана Тајланда који раде и живе у стамбеном комплексу оивиченом бодљикавом жицом и оградама са шиљцима, шивајући одјећу за велике трговце на мало и произвођаче. Неке од заробљеника је вођа ланца трговине људима "тетка Суни" држао чак седам година. Прича је доспјела на националне и међународне наслове као први случај модерног ропства од укидања ропства у Сједињеним Америчким Државама.

## Продукција
Драмски писац Хенри Онг, након што је прочитао извјештај о рацији у Лос Анђелес Тајмсу, контактирао је Чанчаниту Марторелу, извршног директора Тајландског центра за развој заједнице. Марторела је пристала да Онга контактира са људима који су укључени у случај, укључујући тајландске раднике за конфекцију.
Онг је добио грант од Одељења за културна питања града Лос Анђелеса за писање драме. Поред интервјуа са главним играчима, Онг је обавио опсежно истраживање и посјетио Смитсонијан институцију која је направила изложбу о историји радника за конфекцију ради прикупљања додатних података и информација. Представу је развијао четири године кроз радионице и читања. Сингапурско позориште репертоара поставило је Тканину на свјетској премијери 2000. године. Сљедеће године је услиједила продукција Номад театра у Сарију, Енглеска. Company of Angels произвела га је 2010. године, у сарадњи са Тајландским центром за развој заједнице, у знак сјећања на 15. годишњицу случаја ропства тајландских радника.

## Синопсис
У представи се преплићу двије приче. Први прати групу Тајланђана које је намамио да дођу у Америку да раде у фабрици одјеће од стране ланца трговине људима, чији је организатор тајланђанка (позната као тетка Суни) којој су помагали њени синови и снахе. Једном у Америци, ови радници су се нашли затворени у стамбеној згради која је претворена у подземну кројачку радњу. Под контролом тетке Суни, мушкарци и жене су били приморани да раде дуго (од 7 ујутру до поноћи), без викенда или празника, да би отплатили своје дугове трговцима људима.
Друга наративна нит прати истрагу органа за спровођење закона. Радница бјежи из просторије. Она говори о својој невољи службенику за имиграцију, који је упознат са тајландском културом, јер је годинама радио на Тајланду и био је у браку са Тајланђанком.
Истрагама и Службе за имиграцију и натурализацију и Државне комисије за рад планирана је рација на стамбено насеље. Тетка Суни, вођа круга, и чланови њене породице су ухапшени и изведени пред лице правде. Радници су ослобођени и дозвољено им је да живе у Сједињеним Америчким Државама.

## Референца
1. ↑  White, George. "Works Held in Near Slavery, Officials Say", Los Angeles Times, Los Angeles, 3 August 1995. Retrieved on 5 May 2015.
2. ↑  Martorell, Chanchanit and Beatrice "Tippe" Morlan. Thais in Los Angeles. 2011. ISBN 9780738581842.,. Arcadia Publishing, Los Angeles. .
3. 1 2  Zhang, Ruiling Erika. “Modern Day Slavery Takes Center Stage”, "Daily Bruin", Los Angeles, 5 July 2010. Retrieved on 23 June 2015.
4. ↑  Martinez, Julio. “Playwright Henry Ong Weaves Fabric of Immigrant Lives” Архивирано на веб-сајту  (22. април 2021) "This Stage Magazine" Los Angeles, 13 July 2010. Retrieved 23 June 2015.
5. 1 2  Arlin, Marcy. “Artist, Immigrant Henry Ong” "Theater Communication Group" Los Angeles. Retrieved 23 June 2015.
6. ↑  Duvall, Vince. “Fabric at the Company of Angeles in the Alexandria Hotel” "LA Theater Review", Los Angeles, 22 July 2010. Retrieved on 23 June 2015.
7. ↑  Kimitch, Rebecca. “Play Brings Back Horror of El Monte Sweatshop and Slavery Case” "San Gabriel Valley Tribune" San Gabriel Valley. 17 July 2010. Retrieved 23 June 2015.